# 대장섬모충
대장섬모충(大腸纖毛蟲, 학명: Balantidium coli)은 열구섬모충강에 속하는 섬모충류의 일종이다. 기생하는 원생생물로 대장섬모충증(Balantidiasis)을 일으키는 병원균이다.
사람을 감염시키는 유일한 섬모충류이다.